# شیر سویا
شیر سویا نوشیدنی است که از دانه‌های سویا گرفته می‌شود و جزء اصلی از آشپزی چینی و آشپزی ژاپنی به‌شمار می‌آید. شیر سویا فراورده‌ای شیر مانند است حاصل از پختن آرد سویای بدون پوست در آب و جدا کردن مواد جامد از آن.
این نوشیدنی یک نامیزه پایدار از روغن، آب و پروتئین است. شیر سویا حاوی مقدار مشابه پروتئین در برابر شیر گاو می‌باشد که ۳٫۵٪ آن است و همچنین دارای ۲٪ چربی و ۲٫۹٪ کربوهیدرات است.
همانند پنیر که از شیر خوراکی ایجاد می‌شود، با پروتئین گرفته شده از شیر سویا می‌توان توفو را ایجاد کرد.

## تهیه
شیر سویا از دانه‌های کامل سویا یا آرد سویا پرچرب تهیه می‌شود. سویاهای خشک بسته به دمای آب، حداقل از سه ساعت تا یک شب در آب خیس می‌شوند. سپس لوبیاهای هیدراته شده تحت آسیاب مرطوب با آب اضافه شده کافی قرار می‌گیرند تا محتوای جامد مورد نظر را به محصول نهایی که دارای محتوای پروتئین ۱–۴٪ است، پس بدهد. نسبت آب به سویا بر اساس وزن شیر سویا ۱۰:۱ است.
شیر سویا خام ممکن است با ریزمغذی‌ها شیرین، طعم دار و غنی شود. پس از فرآوری کامل، محصولات شیر سویا معمولاً در بطری‌های پلاستیکی یا کاغذ گلاسه مانند تتراپک فروخته می‌شوند.

### بوی سویا
شیر سویای سنتی آسیای شرقی بوی «لوبیا» دارد، که بخشی از آن هگزانال است که توسط اکثر غربی‌ها ناخوشایند تلقی می‌شود. این بو ناشی از آنزیم لیپواکسیژناز (LOX) موجود در سویا است که چربی موجود در سویا را اکسید می‌کند. آبرسانی مجدد به سویا اجازه می‌دهد تا واکنش با گاز اکسیژن محلول در آب خیسانده ادامه یابد. برای از بین بردن بو، می‌توان آنزیم لیپواکسیژناز را با حرارت غیرفعال کرد یا اکسیژن محلول در آب را حذف کرد.

### طعم
شیر سویای تولیدی و شیرین شده دارای طعمی شبیه جو دوسر و آجیلی است. در نوشیدنی‌های داغ اسیدی، مانند قهوه، ممکن است دلمه ایجاد شود که برخی از تولیدکنندگان را ملزم به افزودن تنظیم‌کننده اسیدیته می‌کند.

## تاریخچه
نخستین بار بر روی یک نوشته سنگی بازمانده از سده اول تا سوم در چین به شیر سویا اشاره شده است. اگر شیر سویا به آرامی گرم شود هضم آن آسان‌تر است شیر گاو خواهد بود. برای همین در سده هجدهم برای چینی‌ها محبوب شد.
تولید انبوه شیر سویا در سال ۱۹۱۰ با راه‌اندازی نخستین کارخانهٔ تولید شیر سویا در پاریس آغاز شد.

## نام‌ها
در برخی از مناطق چین، اصطلاح «گوشتابه» را برای نوشیدنی‌های آبکی سنتی که به‌عنوان یک محصول میانی در تولید توفو تولید می‌شود، استفاده می‌کنند، در حالی که محصولاتی که در فروشگاه‌ها برای تقلید از طعم و قوام شیر لبنی طراحی شده‌اند (و ممکن است حاوی مخلوطی از لبنیات و سویا باشند)، بیشتر به‌عنوان («شیر سویا») شناخته می‌شوند.
در کشورهای دیگر، گاهی اوقات موانع قانونی برای معادل نام «شیر سویا» وجود دارد. در چنین حوزه‌های قضایی، تولیدکنندگان شیرهای گیاهی معمولاً بر روی محصولات خود برچسبی معادل «نوشیدنی سویا» می‌زنند.

### نامگذاری در اتحادیه اروپا
در اتحادیه اروپا، «شیر» طبق قانون منحصراً به «ترشح طبیعی پستانی حاصل از یک یا چند شیردوشی بدون افزودن یا استخراج از آن» اشاره دارد. فقط شیر گاو مجاز است در بسته‌بندی به نام شیر نامگذاری شود و در هر شیر دیگری باید نام حیوان مربوطه ذکر شود: مثلاً شیر بز یا شیر گوسفند. برای محصولات سنتی مانند شیر نارگیل استثنائاتی وجود دارد. استفاده از اصطلاح «شیر سویا» موضوع یک پرونده قضایی در سال ۲۰۱۷ در دیوان دادگستری اتحادیه اروپا شد، پس از آن که یک گروه حمایت از مصرف‌کنندگان آلمانی شکایت رقابت ناعادلانه ای را در مورد یک شرکت که محصولات سویا و توفو خود را «شیر» یا «پنیر» توصیف می‌کرد، ارائه کرد. دیوان عدالت حکم داد که چنین نام‌هایی نمی‌توانند از نظر قانونی برای محصولات صرفاً گیاهی استفاده شوند و افزودن‌هایی که نشان‌دهنده منشأ گیاهی محصولات (شیر سویا) هستند، بر این ممنوعیت تأثیری ندارد.

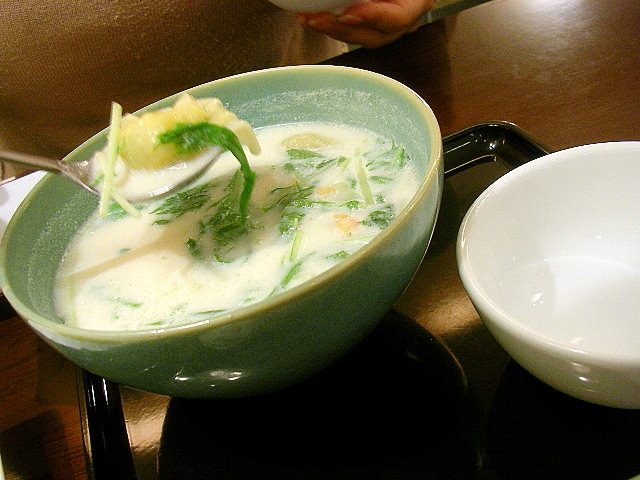
سوپ شیر سویا با نمک و سرکه به همراه سبزیجات

## موارد استفاده

### تغذیه
یک پیمانه (۲۴۳ میلی لیتر) شیر سویا تجاری با مواد مغذی شیرین نشده، ۸۰ کالری از ۴ گرم کربوهیدرات (شامل ۱ گرم قند)، ۴ گرم چربی و ۷ گرم پروتئین را تأمین می‌کند. همچنین دارای مقادیر قابل توجهی کلسیم و منیزیم است.
شیر سویای فرآوری شده حاوی سطوح قابل توجهی از ویتامین آ، ویتامین‌های گروه ب و ویتامین دی در محدوده ۱۰ تا ۴۵ درصد از ارزش روزانه است.
شاخص قندخونی آن ۴±۳۴ است.

### منطقه ای
شیر سویا یک نوشیدنی رایج در آشپزی آسیای شرقی است.
- در آشپزی چینی، شیر سویا شیرین با افزودن ساکارز یا شربت اینورت تهیه می‌شود. شیر سویا نمکی یا «مرموش» اغلب با خردل چینی، میگوی خشک، کروتون، پیازچه خرد شده، گشنیز، یا موسیر، همراه با سرکه، روغن کنجد، سس سویا ترکیب می‌شود. هر دو غذای صبحانه سنتی هستند که بسته به فصل یا ترجیحات شخصی گرم یا سرد سرو می‌شوند. در صبحانه، اغلب با غذاهای غنی از کربوهیدرات نشاسته ای مانند مانتو (نوعی رول یا نان غلیظ و پف دار)، یوتیاو (خمیر سرخ شده) و شائوبینگ (نان کنجد) همراه است.
- آشپزی ژاپنی از شیر سویا برای تهیه یوبا و به عنوان پایه ای گاه به گاه برای نابه‌مونو استفاده می‌کنند.
- در آشپزی کره ای، از شیر سویا به عنوان آبگوشت برای تهیه کنگوکسو، یک سوپ رشته فرنگی سرد که بیشتر در تابستان مصرف می‌شود، استفاده می‌شود.
- در آشپزی تایوانی، شیر سویا یک غذای محبوب صبحانه است که اغلب با دونات چینی سرو می‌شود.

در بسیاری از کشورها، شیر سویا در محصولات غذایی گیاهی و گیاهی و به عنوان جایگزینی برای شیر گاو در بسیاری از دستور العمل‌ها استفاده می‌شود. شیر سویا همچنین در ساخت محصولاتی مانند ماست سویا، خامه گیاهی، کفیر سویا و پنیرهای مشابه با پایه سویا استفاده می‌شود. همچنین به عنوان یک ماده برای تهیه میلک شیک، پنکیک، اسموتی، نان، سس مایونز استفاده می‌شود.

## اثرات زیست‌محیطی
استفاده از دانه سویا برای تولید شیر به جای پرورش گاو از نظر اکولوژیکی مفید است. گاوها برای تولید شیر به انرژی بسیار بیشتری نیاز دارند، زیرا کشاورز باید حیوان را تغذیه کند که می‌تواند تا ۲۴ کیلوگرم (۵۳ پوند) غذا بر اساس ماده خشک و ۹۰ تا ۱۸۰ لیتر (۲۴ تا ۴۸ گالون آمریکایی) آب در روز نیاز داشته باشد و به‌طور متوسط در روز ۴۰ کیلوگرم (۸۸ پوند) شیر بدهد.